# Muzhu He
Muzhu He (kinesiska: 母猪河) är ett vattendrag i Kina. Det ligger i provinsen Shandong, i den östra delen av landet, omkring 450 kilometer öster om provinshuvudstaden Jinan.
Genomsnittlig årsnederbörd är 718 millimeter. Den regnigaste månaden är augusti, med i genomsnitt 164 mm nederbörd, och den torraste är februari, med 16 mm nederbörd.